# Hypnerotomachia Poliphili
Hypnerotomachia Poliphili (af Græsk hypnos, ‘søvn’, eros, ‘elskov’, and mache, ‘at kæmpe’) er en kærlighedsroman, angiveligt skrevet af Francesco Colonna og et berømt eksempel på den tidlige trykkekunst. Den blev publiceret første gang i Venedig i 1499 af Aldus Manutius med illustrationer i træsnit i en tidlig Renæssance stil. Hypnerotomachia Poliphili præsenterer en mystisk fabel, hvor Poliphilo søger sin elskede Polia gennem et drømmeagtigt landskab og til sidst bliver forenet med hende ved Venus' springvand/fontæne.